# Michael Rauchenstein
Michael Rauchenstein (* 31. Juli 1989 in Lachen SZ, Schweiz) ist ein Schweizer Hörfunk- und Fernsehmoderator.

## Leben und Beruf
Michael Rauchenstein studierte Politikwissenschaften und Soziologie an der Universität Luzern und an der Freien Universität Berlin. Das Studium schloss er 2019 mit dem Master ab. In Berlin war er bereits während des Studiums für den Sender Schweizer Radio und Fernsehen (SRF) im Einsatz. Als Jugendlicher arbeitete Rauchenstein für die Jugendsendung «VideoGang» und moderierte später bei Radio Top die Morgenshow. Beim Zentralschweizer Fernsehen arbeitete er als Videojournalist und Nachrichtenmoderator. Nebst der politischen Diskussionssendung «Kontrovers» und der Talk-Sendung «Focus» moderierte er auch Spezialsendungen zu regionalen und nationalen Wahlen.
Ab 2018 gehörte er am Studiostandort Zürich Leutschenbach der Auslandredaktion und der Abteilung Recherche und Archiv des SRF an. Auch arbeitete er als Redaktor für die Politsendung «Arena». Von März 2020 bis November 2022 berichtete Rauchenstein als Fernsehkorrespondent aus Brüssel, wo er die Nachfolge von Sebastian Ramspeck antrat.
Rauchenstein wurde im August 2022 als Nachfolger von Franz Fischlin Fernsehmoderator der wichtigsten Nachrichtensendung Tagesschau des Schweizer Fernsehens. Er moderiert gemeinsam mit Andrea Vetsch, Cornelia Boesch und Florian Inhauser die Hauptausgabe.
Im Oktober 2022 sprach Rauchenstein in einem Interview mit der "Schweizer Illustrierten" öffentlich über seine Homosexualität.